# Heaven’s Table
Heaven’s Table – trzeci singel z pierwszej anglojęzycznej płyty Garou, Piece of My Soul. Autorami piosenki są Martin Sutton i Don Mescall. Teledysk do piosenki nakręcono na kalifornijskiej pustyni. Utwór powstał kilka lat wcześniej i był prezentowany podczas trasy koncertowej 2003 w Polsce.